# باشگاه فوتبال هالبروک اسپورتس
باشگاه فوتبال هالبروک اسپورتس (به انگلیسی: Holbrook Sports Football Club) یک باشگاه فوتبال در شهر هالبروک، دربی‌شایر، کشور انگلستان است که در سال ۱۹۰۶ میلادی تأسیس شده است.